# Branchiobdellidae
Branchiobdellidae — родина кільчастих червів ряду Branchiobdellida. Більшість видів є коменсалами річкових раків родини Astacidae, вони живляться дрібними недоїдками, що залишаються після трапези рака.
Вони прикріплюються анальним диском до спини рака і там проходять більшу частину свого життя.

## Роди
- Ankyrodilus
- Branchiobdella
- Cirrodrilus
- Xironogiton